# Kitamoto (Saitama)
Kitamoto (北本市 Kitamoto-shi?) es una ciudad que se encuentra en Saitama, Japón.
Según datos de 2003, la ciudad tiene una población estimada de 70.237 habitantes y una densidad de 3.540,17 personas por km². El área total es de 19,84 km².
La ciudad fue fundada el 3 de noviembre de 1971.